# 矢島郵便局
矢島郵便局（やしまゆうびんきょく）は、秋田県由利本荘市にある郵便局。
郵便区番号「015-04」の配達を受け持つ。

## 概要
住所：〒015-0499 秋田県由利本荘市矢島町田中町100-2

## 沿革
- 1874年（明治7年）4月1日 - 矢島郵便取扱所として開局[2]。
- 1875年（明治8年）1月1日 - 五等郵便局の矢島郵便局となる[2]。
- 1881年（明治14年）7月 - 四等郵便局となる[2]。
- 1885年（明治18年）11月16日 - 貯金預所設置[3]。
- 1886年（明治19年）4月26日 - 三等郵便局となる[4]。
- 1888年（明治21年）6月1日 - 郵便為替事務開始[5]。
- 1896年（明治29年）11月16日 - 小包郵便取扱開始[6]。
- 1899年（明治32年）4月1日 - 電信為替事務開始[7]。
- 1900年（明治33年）11月26日 - 三等郵便電信局とし、矢島郵便電信局に改称[8]。
- 1903年（明治36年）4月1日 - 通信官署官制の施行に伴い矢島郵便局（三等）となる[9]。
- 1915年（大正4年）10月11日 - 電話通話事務開始[10]。
- 1923年（大正12年）5月26日 - 特設電話加入申請受理開始[11]。
- 1924年（大正13年）1月26日 - 電話交換業務開始、併せて託送電報も取扱う[12]。
- 1954年（昭和29年）8月29日 - 由利郡矢島町田中町から由利郡矢島町七日町に移転[13]。
- 1966年（昭和41年）8月28日 - 電話交換及び和文電報配達業務廃止、矢島電報電話局に移管[14]。
- 1984年（昭和59年）10月22日 - 由利郡矢島町七日町から由利郡矢島町田中町に移転[15]。
- 1985年（昭和60年）10月1日 - 風景入通信日附印使用開始[16]。
- 2005年（平成17年）3月22日 - 矢島町が合併し、由利本荘市の郵便局となる[17]。

## 周辺
- 由利本荘市矢島総合支所